# 海南毒鼠子
海南毒鼠子（学名：Dichapetalum longipetalum）为毒鼠子科毒鼠子属下的一个种。

## 扩展阅读
- 維基物種上的相關：海南毒鼠子